# Amblyseius lianshanus
Amblyseius lianshanus är en spindeldjursart som beskrevs av Zhu och Chen 1980. Amblyseius lianshanus ingår i släktet Amblyseius och familjen Phytoseiidae. Inga underarter finns listade i Catalogue of Life.